# De Bruiloft van Kana ('s-Heerenberg)
De Bruiloft van Kana is een schilderij in Kasteel Huis Bergh in 's-Heerenberg, waarvan gedacht wordt dat het een kopie is naar een verloren gegaan werk van de Nederlandse schilder Jheronimus Bosch.

## Voorstelling
Het stelt de bruiloft te Kana voor. Dit verhaal uit de Bijbel beschrijft Christus' eerste wonder: de verandering van water in wijn. Volgens Johannes 2:1-11 woonde Christus' moeder een bruiloft bij in de Galilese plaats Kana. Christus en zijn discipelen waren ook uitgenodigd. Toen de wijn op was gaf Christus de bedienden de opdracht zes stenen kruiken met water te vullen. De hofmeester, die van niets wist, proefde het water dat nu in wijn was veranderd, en ging direct naar de bruidegom om hem te vragen waarom hij de beste wijn voor het laatst had bewaard.

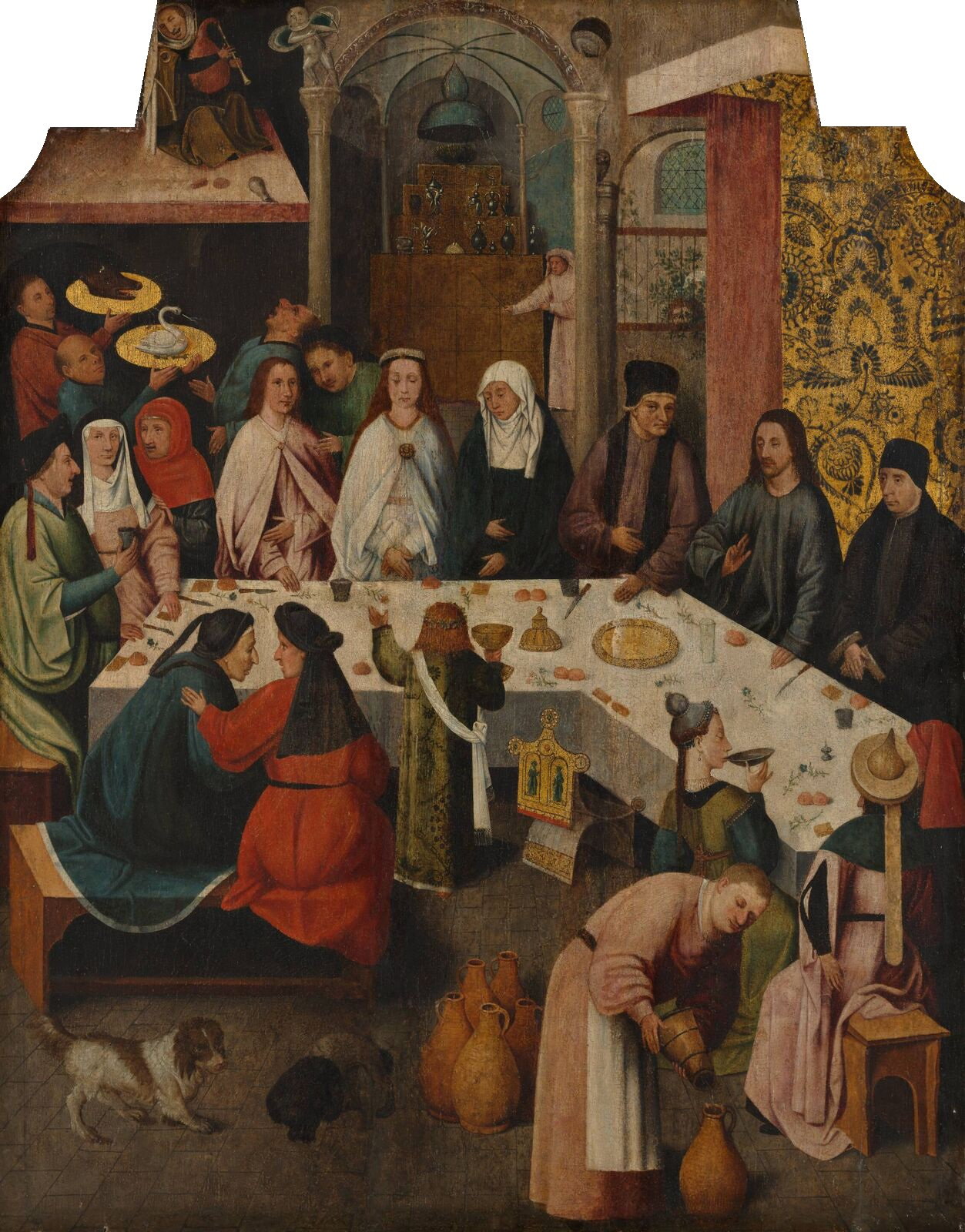
Naar Jheronimus Bosch. De Bruiloft van Kana. Ca. 1561 of later. Rotterdam, Museum Boijmans Van Beuningen.

Het schilderij is vrijwel identiek aan een schilderij in het Museum Boijmans Van Beuningen in Rotterdam (zie De Bruiloft van Kana (Rotterdam)). Van beide werken wordt het schilderij in Rotterdam als beste beschouwd en dat in 's-Heerenberg als de mindere. Het schilderij in Rotterdam is echter zwaar gehavend; zo zijn de bovenhoeken afgezaagd en zijn alle koppen overschilderd. Het schilderij in 's-Heerenberg laat zien hoe het schilderij in Rotterdam er oorspronkelijk uit moet hebben gezien met in de linkerbovenhoek, naast de doedelzakspeler een tweede muzikant en rechtsboven een opgeslagen gordijn, die het baldakijn wat meer ruimtelijkheid geeft.

## Toeschrijving

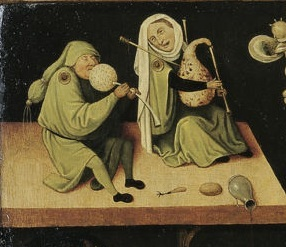
Detail.

Van het schilderij bestaan nog twee andere versies, één in de Abdij O.-L.-Vrouwe in de Belgische plaats Tongerlo en één in eigendom van de Fondatie Terninck in Antwerpen. De versie in Rotterdam wordt van al deze werken als beste beschouwd. Het werd lange tijd gezien als jeugdwerk van de schilder Jheronimus Bosch en de overige versies als kopieën. Dendrochronologisch onderzoek heeft inmiddels aangetoond dat het werk in Rotterdam pas omstreeks 1561 of later, geruime tijd na de dood van Bosch, ontstaan kan zijn. Men gaat er nu van uit dat alle werken uit deze groep ontleend zijn aan een verloren gegaan werk van Bosch.

## Herkomst
Het werk was in het bezit van de Twentse textielfabrikant Jan Herman van Heek, die in 1912 Kasteel Huis Bergh kocht en hier zijn kunstverzameling bijeenbracht. In 1946 werd de verzameling van Van Heek overgedragen aan de Stichting Huis Bergh.